# Indianapolis
Indianapolis (IPA: [ˌɪndiəˈnæpəlɪs]) az Amerikai Egyesült Államok Indiana államának fővárosa, egyben Marion megye székhelye, a Mississippitől északra elterülő síkságon, a White River és a Fall Creek vízfolyások mentén. A város lakossága a 2010. évi népszámlálás eredményei szerint 820 445 fő volt, ezzel az állam legnépesebb, az ország tizenharmadik legnépesebb települése. Elővárosokkal 1 756 329 fő. Legnagyobb elővárosa Greenfield városa.

## Földrajz

### Éghajlat
| Hónap                          | Jan. | Feb. | Már. | Ápr. | Máj. | Jún. | Júl. | Aug. | Szep. | Okt. | Nov. | Dec. | Év   |
| ------------------------------ | ---- | ---- | ---- | ---- | ---- | ---- | ---- | ---- | ----- | ---- | ---- | ---- | ---- |
| Átlagos max. hőmérséklet (°C)  | 2,2  | 4,7  | 11,1 | 17,6 | 22,8 | 27,9 | 29,6 | 29,0 | 25,5  | 18,7 | 11,4 | 4,0  | 17,1 |
| Átlagos min. hőmérséklet (°C)  | −6,4 | −4,5 | −0,4 | 5,9  | 11,4 | 16,8 | 18,8 | 18,0 | 13,5  | 7,1  | 1,7  | −4,2 | 6,5  |
| Átl. csapadékmennyiség (mm)    | 68   | 59   | 90   | 97   | 128  | 108  | 116  | 80   | 79    | 79   | 94   | 80   | 1077 |
| Havi napsütéses órák száma     | 133  | 146  | 179  | 216  | 263  | 288  | 294  | 272  | 234   | 195  | 117  | 102  | 2439 |
| Forrás: http://www.weather.com |      |      |      |      |      |      |      |      |       |      |      |      |      |

## Gazdaság
Az 1821-ben alapított, „tervezőasztalon született” település 1825-től Indiana fővárosa. Történelme korai szakaszában, majd különösen a 20. század első felében jelentős iparvárosként és gazdasági központként volt ismert (gépkocsigyártás, elektronika, gyógyszer-, optikai, papír-, hús-, élelmiszeripar). Később a Közép-Nyugat északi részén húzódó, lepusztulófélben lévő iparvidék, a „Rozsdaövezet” (Rust Belt) egyik városaként tartották számon. Az 1960-as évektől végrehajtott revitalizációs programok kiemelték Indianapolist a nyomasztó múlt árnyékából, s napjainkban nagyszámú és nagyobb tömegeket csábító sport- és kulturális eseménynek ad otthont („a világ versenyfővárosa”). Mindezeknek köszönhetően ma az Amerikai Egyesült Államok egyik legdinamikusabban növekvő városa.